# Balta Ialomiței
Balta Ialomiței es el nombre de una isla en el río Danubio, ubicada en el condado de Ialomița y Călărași, en Rumania. Está rodeadas por dos ramales del Danubio, llamados "Borcea" y "Dunarea Veche". Originalmente, la isla estaba cubierta de pantanos, bosques, lagos y lagunas, pero parte de la tierra fue sometida a un proceso de recuperación para la agricultura a partir de la década de 1960. En ocasiones, algunas de estas regiones son inundadas. La autopista A2 pasa a través de esta isla. La isla tiene una superficie de 831,3 km², con una longitud de 94 km y un ancho de 4 a 12,5 km. La altura media es de 10 a 17 metros.